# Modan gáru

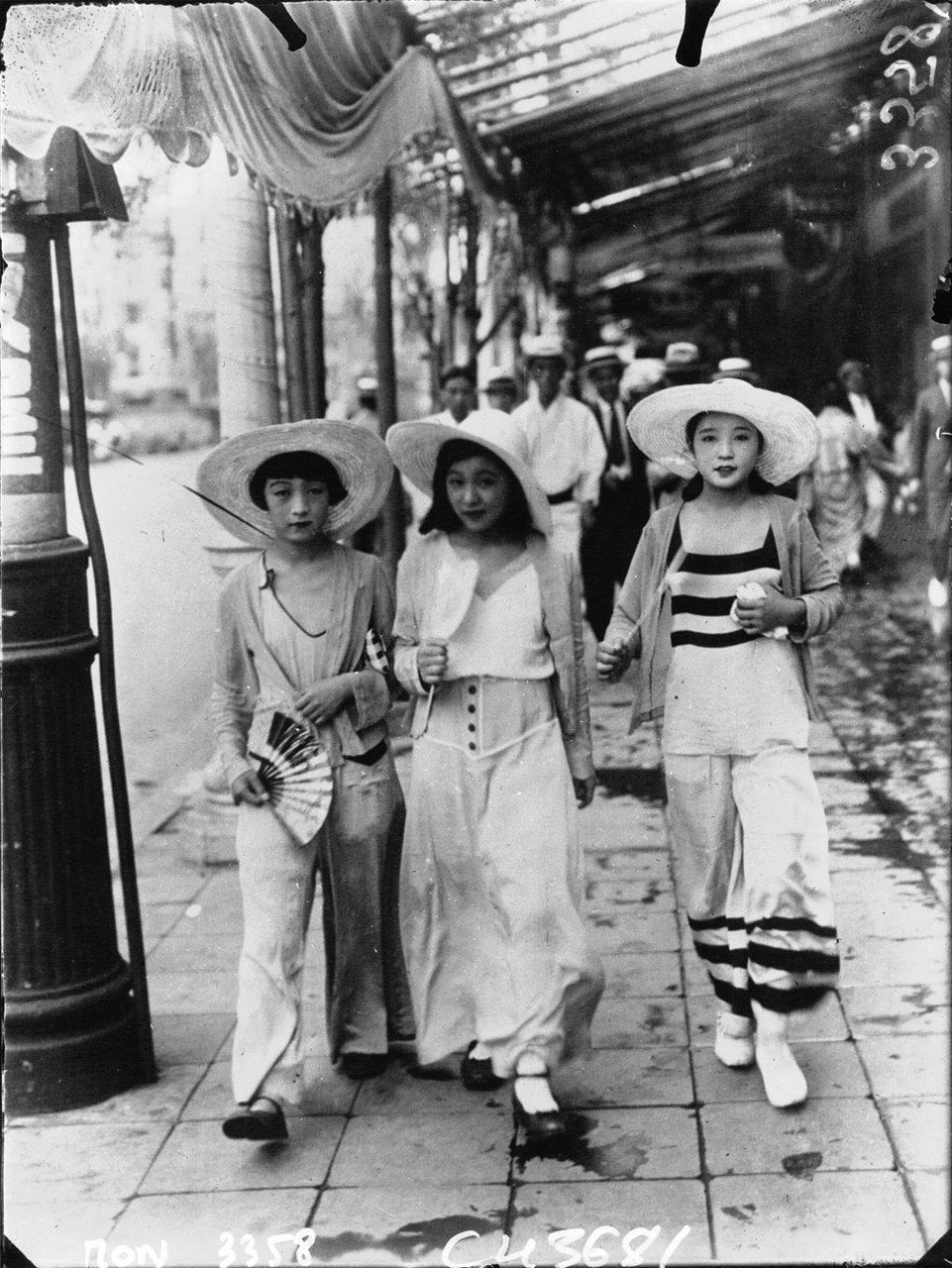
Mladé moga na ulici v Ginze v roce 1928, oblečené do plážového oblečení v pyžamovém stylu

Modan gáru (モダンガール, modan gáru, zkráceně moga; z anglického Modern girls, v překladu: moderní dívky) bylo označení pro japonské ženy, které v období po první světové válce následovaly západní módu a životní styl.
Moga byly japonskou obdobou amerických flappers, německých neue Frauen, francouzských garçonnes nebo čínských modeng xiaojie (摩登小姐). Díky pohledu na moga optikou Japonska versus Západu mohl nacionalistický tisk využít archetyp moderní dívky k obviňování cizích vlivů z takových nedostatků, jako jsou lehkovážnost, sexuální promiskuita a sobectví. Pro toto období byl charakteristický nástup mladých žen z dělnické třídy, které měly přístup k penězům a spotřebnímu zboží. Kritici moderní dívky, kteří používali aristokratickou kulturu jako měřítko japonskosti, odsuzovali její dělnické rysy jako „nepřirozené“ pro Japonce. Moderní dívky byly zobrazovány jako ty, které žijí ve městech, jsou finančně a citově nezávislé, samy si vybírají nápadníky a jsou apatické vůči politice. Ženský časopis byl v této době novinkou a moderní dívka byla vzorovou spotřebitelkou – někým, kdo se častěji objevuje v reklamách na kosmetiku a módu než v reálném životě. Výraznými příklady moderní dívčí kultury jsou čistě ženské divadlo Takarazuka Revue, založené v roce 1914, a román Naomi (1924) od Džun’ičiróa Tanizakiho.

## Původ a etymologie

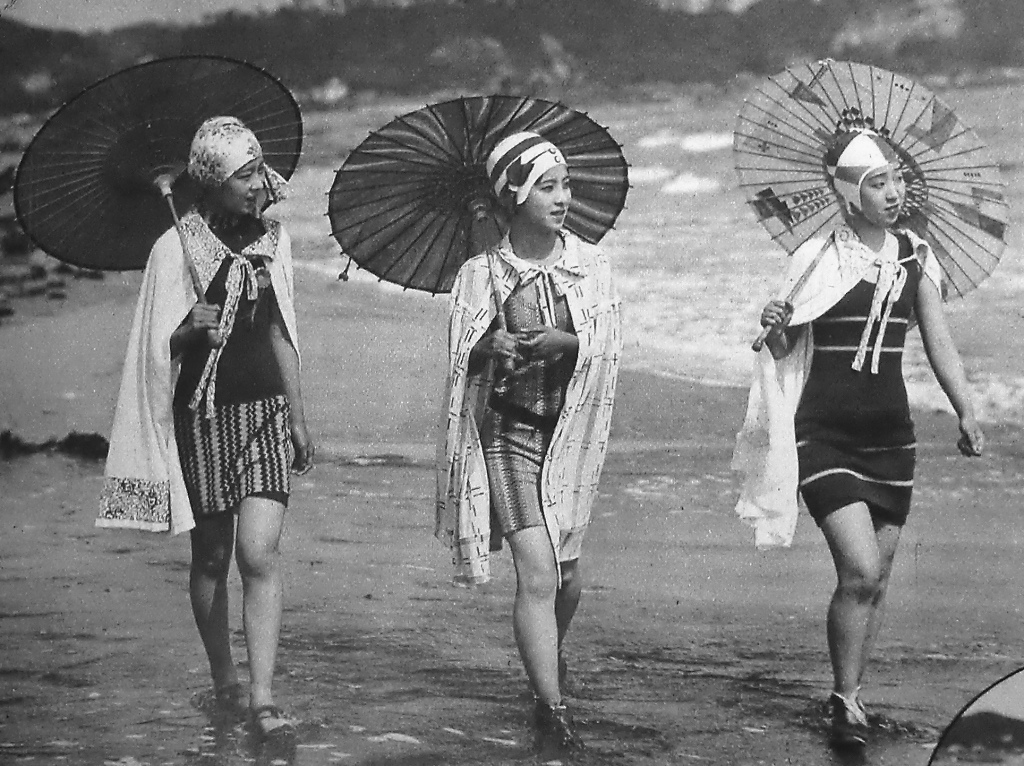
Reklama obchodního domu Širokija (1929)

Džun’ičiró Tanizaki v románu Naomi z roku 1924 vytvořil pojem „moderní dívka“. Román byl takovým hitem, že vyvolal značné pobouření starších lidí v Japonsku. Mladší ženy však příběh přijaly a oslavovaly hodnoty, které vyznává několik hlavních postav. Postava se stala součástí mnoha němých filmů, které v té době v Japonsku natočili režiséři jako Jasudžiró Ozu. Herečky jako Šizue Tacuta se staly známými pro své ztvárnění moderních dívek v kontrastu s tradičnějšími hodnotami, které ve filmech zobrazovaly jiné postavy.
Archetyp moderní dívky dále podpořily časopisy jako Přítelkyně ženy v domácnosti (主婦の友, Šufu no tomo), založený v roce 1917, a Žena (女性, Džosei), založený v roce 1922. Oba časopisy přinášely články, módní tipy a rady o životním stylu moderních dívek, přičemž Džosei byl označován za „bibli moderní dívky“.

## Chování
Hodnoty moderních dívek zdůrazňovaly naprostou finanční a citovou nezávislost. Moderní dívky pracovaly ve službách a žily samostatně, nebyly závislé na rodině. Kouřily, sledovaly filmy a vysedávaly v kavárnách. Byly sexuálně svobodné a samy si vybíraly nápadníky. Mnohé se oddávaly nezávaznému sexu. V povídce Teppeie Kataoky z roku 1928 chodí mladá písařka se třemi „moderními chlapci“ najednou, je popisována jako dekadentní, hédonistická a povrchní.
Ideály moderních dívek však nebyly považovány za politicky motivované a mladé ženy nepřijímaly hodnoty a chování moderních dívek jako přímou formu protestu. Namísto toho moderní dívky usilovaly o změnu prostřednictvím sebe samých, přičemž konzumní způsob života byl prvním a hlavním hlediskem a hnacím motorem. Moderní dívky neustále nakupovaly v nových obchodních domech a poslouchaly jazzové desky.

## Vzhled

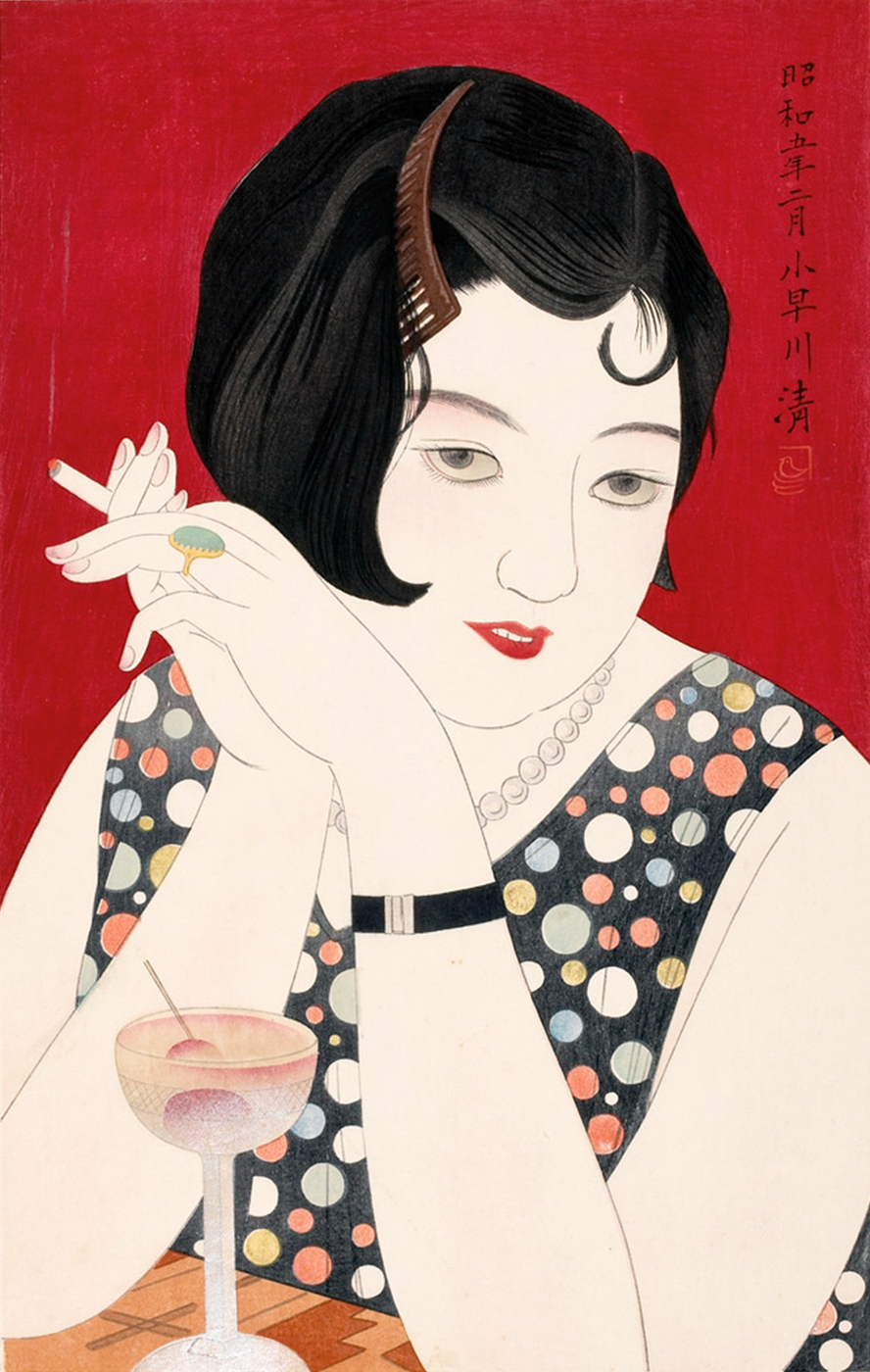
Opilá – Kijoši Kobajakawa (dřevoryt, 1930)

Vzhled moderní dívky byl zcela západní. Moderní dívky nosily lodičky a krátké šaty, odhodily kimono a tradiční účesy a nahradily je vzhledem garçonnes západního stylu. Podobně jako u flappers byl mezi moderními dívkami, které také otevřeně nosily rtěnku, nesmírně oblíbený střih bob (mikádo). Svým oblékáním a vzhledem se do značné míry podobaly západním filmovým hvězdám, jako byly Olive Thomas, Clara Bow a Mary Pickford, která je v románu Naomi používána jako symbol modernismu.

## Konec éry
Moderní dívka byla symbolem westernizace, extravagance a sebestředných rozhodnutí. Po vojenských převratech v polovině a na konci 30. let 20. století, extrémním japonském nacionalismu, velké hospodářské krizi a druhé čínsko-japonské válce však obliba západní módy, ideálů a zábavy prudce poklesla. Úpadek moderní dívky, která byla dříve poháněna využíváním disponibilních příjmů na konzum a nakupování, ještě více prohloubil přísný přídělový systém druhé světové války. Po skončení války podnítil poválečný vývoj v Japonsku návrat k ideálu „poslušné ženy, moudré manželky“ z 19. století.